# Црнкович, Томислав
Томислав Црнкович (серб. Томислав Црнковић, хорв. Tomislav Crnković; 6 июня 1929, Котор — 17 января 2009, Загреб) — югославский футболист, игравший на позиции защитника, серебряный призёр чемпионата Европы 1960 года и серебряный призёр Олимпийских Игр 1952 года.

## Карьера

### Клубная
Футболистом Црнкович стал не сразу: первую свою игру в качестве профессионального игрока он провёл в 1942 году в составе команды ХАШК. Спасаясь от преследований властей, в 1943 году Црнкович ушёл в партизаны и начал активно помогать им в борьбе с немецко-фашистскими захватчиками. В 1947 году Томислав дебютировал в качестве профессионального игрока «Металаца», но в 1950 году перешёл уже в загребское «Динамо», где и провёл лучшие годы своей карьеры. С ним он дважды завоёвывал и титул чемпиона страны, и Кубок Югославии.
В рамках чемпионата Югославии он провёл 439 игр и забил всего пять голов. Несмотря на свой вклад в победы загребских динамовцев в чемпионате Югославии, Томислав ни разу не выходил на поле с капитанской повязкой. В конце игровой карьеры он получил право на выступление за границей и отыграл один год в Австрии, а также два года в Швейцарии. Карьеру завершил из-за проблем с мениском.

### В сборной
В сборной Югославии дебютировал в 1952 году, сыграл 51 игру за сборную (из них 5 в качестве капитана). Дебют состоялся в товарищеском матче против Норвегии незадолго до начала Олимпиады 1952 года. На Олимпиаде Црнкович сыграл все матчи своей сборной, которая завоевала серебряные награды, уступив в финале звёздной сборной Венгрии.
На чемпионатах мира 1954 и 1958 годов Црнкович также числился в составе, и его команда дошла до стадии четвертьфиналов. В 1960 году он также участвовал в чемпионате Европы, однако не сыграл в финальной стадии ни одного матча (в рамках 1/4 финала он провёл оба матча против Болгарии).

## Достижения
- Чемпион Югославии: 1954, 1958
- Обладатель Кубка Югославии: 1951, 1960
- Серебряный призёр чемпионата Европы 1960
- Серебряный призёр Олимпийских игр 1952
- Участник Чемпионатов мира 1954 и 1958

## После карьеры игрока
После завершения карьеры некоторое время возглавлял швейцарскую команду «Зиммерингер». Позднее начал карьеру журналиста и даже стал хозяином ресторана в Загребе. Однако вскоре Црнкович попал в автокатастрофу и не только получил серьёзные травмы, но должен был также выплатить компенсацию другим пострадавшим, из-за чего оказался на грани разорения и банкротства.
Среди женщин Томислав пользовался большой популярностью в 1950-е годы. Официально он был женат дважды, однако молва приписывает ему как минимум пять браков и множество детей от разных женщин. Несмотря на серьёзные проблемы со здоровьем, Црнкович не оставлял спорт до конца жизни: в 2006 году стал сооснователем Хорватского футбольного союза, а затем вошёл и в Зал славы хорватских спортсменов. Скончался в 2009 году, не дожив ровно 5 месяцев до своего 80-летия.